# آینده (ترانه)
«آینده» (به انگلیسی: Future) ترانه‌ای از مدونا خواننده و ترانه‌سرا با همراهی کویوو رپر آمریکایی برای چهاردهمین آلبوم استودیویی خود مادام اکس (۲۰۱۹) است. ترانه توسط مدونا، دیپلو، کویوو و Starrah سروده شد و تهیه‌کنندگی آن را مدونا همراه با دیپلو انجام داد. این ترانه در ۱۷ مه ۲۰۱۹ از طریق اینترسکوپ رکوردز بعنوان دومین تک‌آهنگ تبلیغاتی از این آلبوم به انتشار رسید.

## اجراهای زنده

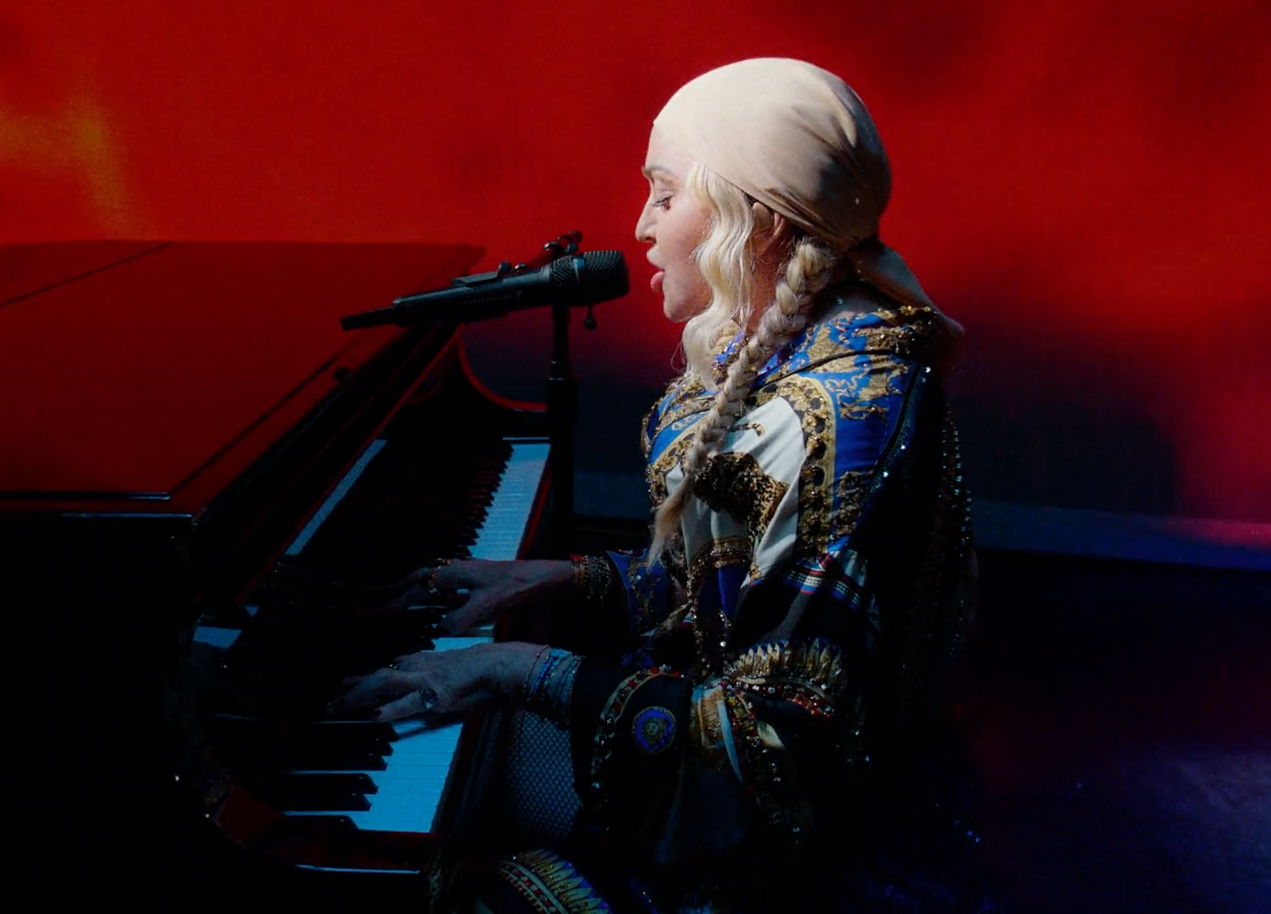
مدونا در حال اجرای ترانه

در ۱۸ مه ۲۰۱۹، مدونا با همراهی کویوو، ترانه آینده را در مسابقه آواز یوروویژن در تل‌آویو، اسرائیل اجرا کردند.

## نمودار
| نمودار (۲۰۱۹)                                      | اوج جایگاه |
| -------------------------------------------------- | ---------- |
| چاینا ایرپلی(en) (بیلبورد چین)                     | ۲۰         |
| فروش دیجیتال ترانه‌های اروپا (بیلبورد)              | ۲۰         |
| دانلودهای فرانسه (سندیکای ملی انتشارات صوتی‌تصویری) | ۱۶         |
| دانلودهای آلمان (نمودار رسمی آلمانی)               | ۲۴         |
| اسرائیل (مدیا فارست)                               | ۹          |
| مجارستان (۴۰ تک‌آهنگ برتر)                          | ۳۰         |
| اسکاتلند (اوسی‌سی)                                  | ۵۰         |
| دانلود تک‌آهنگ‌های بریتانیا (اوسی‌سی)                 | ۳۳         |

## تاریخچه انتشار
| کشور   | تاریخ      | قالب(ها)                  | ناشر      | م.     |
| ------ | ---------- | ------------------------- | --------- | ------ |
| گسترده | ۱۸ مه ۲۰۱۹ | دانلود دیجیتال رسانه جاری | اینترسکوپ | [ ۱۱ ] |
| روسیه  | ۲۱ مه ۲۰۱۹ | Contemporary hit radio    | یونیورسال | [ ۱۲ ] |